# Discografie van Nick & Simon
Hieronder volgt de discografie van de Nederlandse muziekduo Nick & Simon, met name hun albums, hun singles, hun Top 2000-noteringen en hun muziek-dvd's. 

## Albums
| Album                                                           | Verschijnen       | Label              | Hitlijsten | Hitlijsten | Hitlijsten  | Hitlijsten | Opmerkingen                                  |
| Album                                                           | Verschijnen       | Label              | BE (VL)    | BE (VL)    | NL          | NL         | Opmerkingen                                  |
| Album                                                           | Verschijnen       | Label              | Piek       | Weken      | Piek        | Weken      | Opmerkingen                                  |
| --------------------------------------------------------------- | ----------------- | ------------------ | ---------- | ---------- | ----------- | ---------- | -------------------------------------------- |
| Nick & Simon                                                    | 5 mei 2006        | Artist & Company   | —          | —          | 6           | 104        | Studioalbum / dubbelplatina in Nederland     |
| Vandaag                                                         | 21 september 2007 | Artist & Company   | —          | —          | 1 (1 week)  | 105        | Studioalbum / vierdubbelplatina in Nederland |
| Luister                                                         | 13 februari 2009  | Artist & Company   | 28         | 12         | 1 (2 weken) | 104        | Studioalbum / dubbelplatina in Nederland     |
| Fier                                                            | 1 oktober 2010    | Artist & Company   | 9          | 10         | 1 (4 weken) | 71         | Studioalbum / dubbelplatina in Nederland     |
| Symphonica in Rosso                                             | 25 november 2011  | Artist & Company   | 43         | 22         | 1 (1 week)  | 75         | Livealbum / dubbelplatina in Nederland       |
| Sterker                                                         | 21 september 2012 | Artist & Company   | 3          | 30         | 1 (1 week)  | 60         | Studioalbum / platina in Nederland           |
| Christmas With... - Merry X-mas Everyone!                       | 11 oktober 2013   | Artist & Company   | 32         | 14         | 2           | 15         | Studioalbum / platina in Nederland           |
| Ein neuer Tag                                                   | 11 april 2014     | Artist & Company   | —          | —          | 34          | 1          | Studioalbum                                  |
| Herinneringen - Het beste van                                   | 20 juni 2014      | Artist & Company   | 4          | 40         | 1 (2 weken) | 65         | Verzamelalbum / goud in Nederland            |
| Christmas With... - It's Beginning To Look A Lot Like Christmas | 7 november 2014   | Artist & Company   | 91         | 9          | 1 (1 week)  | 15         | Studioalbum                                  |
| Open                                                            | 18 september 2015 | Artist & Company   | 8          | 17         | 1 (1 week)  | 21         | Studioalbum / goud in Nederland              |
| Aangenaam                                                       | 22 september 2017 | Warner Music Group | 5          | 16         | 1 (1 week)  | 29         | Studioalbum / goud in Nederland              |
| NSG                                                             | 6 november 2020   | Warner Music Group | 13         | 8          | 1 (1 week)  | 31         | Studioalbum / goud in Nederland              |
| Nu of ooit                                                      | 4 november 2022   | Warner Music Group | 20         | 1          | 1 (1 week)  | 6          | Verzamelalbum                                |

## Singles
| Lied | Verschijnen       | Album                                                           | Hitlijsten | Hitlijsten | Hitlijsten  | Hitlijsten  | Hitlijsten   | Hitlijsten   | Opmerkingen          |
| Lied | Verschijnen       | Album                                                           | BE (VL)    | BE (VL)    | NL (Top 40) | NL (Top 40) | NL (Top 100) | NL (Top 100) | Opmerkingen          |
| Lied | Verschijnen       | Album                                                           | Piek       | Weken      | Piek        | Weken       | Piek         | Weken        | Opmerkingen          |
| --- | ----------------- | --------------------------------------------------------------- | ---------- | ---------- | ----------- | ----------- | ------------ | ------------ | -------------------- |
| Steeds weer | 10 april 2006     | Nick & Simon                                                    | —          | —          | tip4        | —           | 15           | 13           |                      |
| Verloren | 9 juni 2006       | Nick & Simon                                                    | —          | —          | —           | —           | 25           | 11           |                      |
| Vaarwel verleden / De soldaat                                                                                       | 15 september 2006 | Nick & Simon                                                    | —          | —          | 21          | 4           | 9            | 13           |                      |
| Herwinnen (met Metropole Orkest)                                                                                    | 3 februari 2007   | Nick & Simon                                                    | —          | —          | 21          | 4           | 6            | 10           |                      |
| Kijk omhoog | 24 augustus 2007  | Vandaag                                                         | —          | —          | 6           | 10          | 2            | 17           |                      |
| Pak maar m'n hand                                                                                                   | 16 november 2007  | Vandaag                                                         | —          | —          | 12          | 9           | 1 (1 week)   | 23           |                      |
| Rosanne | 7 maart 2008      | Vandaag                                                         | —          | —          | 4           | 16          | 3            | 55           |                      |
| Hoe lang? | 15 augustus 2008  | Vandaag                                                         | —          | —          | 3           | 11          | 1 (1 week)   | 18           |                      |
| Vallende sterren | 16 januari 2009   | Luister                                                         | —          | —          | 19          | 7           | 1 (1 week)   | 11           |                      |
| De dag dat alles beter is                                                                                           | 10 april 2009     | Luister                                                         | —          | —          | 28          | 4           | 1 (1 week)   | 10           |                      |
| Lippen op de mijne                                                                                                  | 7 augustus 2009   | Luister                                                         | —          | —          | 13          | 9           | 1            | 13           | Goud in Nederland    |
| Het masker | 6 november 2009   | Luister                                                         | —          | —          | 8           | 11          | 1 (3 weken)  | 10           |                      |
| Door jou | 22 februari 2010  | Luister                                                         | 14         | 2          | —           | —           | —            | —            |                      |
| Een nieuwe dag | 20 augustus 2010  | Fier                                                            | tip45      | —          | 26          | 8           | 1 (2 weken)  | 10           |                      |
| Vlinders | 16 november 2010  | Fier                                                            | —          | —          | 22          | 10          | 5            | 9            |                      |
| Wijzer (dan je was)                                                                                                 | februari 2011     | Fier                                                            | tip14      | —          | 27          | 3           | 1 (1 week)   | 9            |                      |
| Een zomer lang | 17 juni 2011      | Fier                                                            | —          | —          | tip2        | —           | 3            | 7            |                      |
| Bij je zijn | 4 november 2011   | Fier                                                            | —          | —          | —           | —           | 6            | 4            |                      |
| Vrij | 13 april 2012     | Sterker                                                         | tip72      | —          | 13          | 8           | 4            | 8            |                      |
| Alles overwinnen | 30 juli 2012      | Sterker                                                         | tip50      | —          | 22          | 5           | 1 (2 weken)  | 10           |                      |
| Ze lijkt net niet op jou                                                                                            | 16 november 2012  | Sterker                                                         | tip32      | —          | tip1        | —           | 4            | 12           |                      |
| Julia | 8 maart 2013      | Sterker                                                         | tip42      | —          | 1 (2 weken) | 8           | 1 (2 weken)  | 17           | Platina in Nederland |
| Geluksmoment | 21 juni 2013      | Sterker                                                         | tip84      | —          | tip9        | —           | 59           | 1            |                      |
| Best Time of the Year                                                                                               | 11 oktober 2013   | Christmas With... - Merry X-mas Everyone!                       | tip66      | —          | tip12       | —           | 50           | 1            |                      |
| Dans heel dicht bij mij                                                                                             | 10 januari 2014   | —                                                               | tip56      | —          | tip2        | —           | 16           | 1            |                      |
| Mia | 7 juli 2014       | Herinneringen - Het beste van                                   | tip31      | —          | —           | —           | —            | —            |                      |
| De horizon | 30 mei 2014       | Herinneringen - Het beste van                                   | tip37      | —          | tip3        | —           | 11           | 1            |                      |
| Leve de vrouw | 1 september 2014  | Herinneringen - Het beste van                                   | tip65      | —          | tip3        | —           | 42           | 2            |                      |
| Pak van mijn hart                                                                                                   | 24 oktober 2014   | Christmas With... - It's Beginning To Look A Lot Like Christmas | tip60      | —          | —           | —           | 85           | 1            |                      |
| Geef me deze tijd                                                                                                   | 2 februari 2015   | Herinneringen - Het beste van                                   | tip65      | —          | —           | —           | —            | —            |                      |
| Open je hart | 21 augustus 2015  | Open                                                            | tip23      | —          | tip8        | —           | 72           | 1            |                      |
| Hef het glas | 18 september 2015 | Open                                                            | tip        | —          | —           | —           | —            | —            |                      |
| Het is wat het is                                                                                                   | 18 september 2015 | Open                                                            | tip38      | —          | —           | —           | —            | —            |                      |
| Ik weet dat je sterker bent                                                                                         | 18 september 2015 | Open                                                            | tip37      | —          | —           | —           | —            | —            |                      |
| Met dank aan jou | 30 oktober 2015   | Open                                                            | —          | —          | tip7        | —           | —            | —            |                      |
| Mixed Up Merry Christmas                                                                                            | 2 december 2015   | Open                                                            | tip83      | —          | —           | —           | —            | —            |                      |
| Rome | 19 februari 2016  | Open                                                            | tip        | —          | —           | —           | —            | —            |                      |
| Hartenstrijd (met Laura)                                                                                            | 10 oktober 2016   | —                                                               | —          | —          | tip15       | —           | —            | —            |                      |
| Welkom | 9 juni 2017       | Aangenaam                                                       | tip        | —          | tip9        | —           | —            | —            |                      |
| Zing! (met Jayh) | 1 september 2017  | Aangenaam                                                       | tip38      | —          | tip15       | —           | —            | —            |                      |
| Gek van geluk | 24 november 2017  | Aangenaam                                                       | tip38      | —          | tip5        | —           | —            | —            |                      |
| Vrienden (met Marco Borsato, André Hazes jr., Diggy Dex, VanVelzen, Jeroen van Koningsbrugge en Xander de Buisonjé) | 19 januari 2018   | —                                                               | —          | —          | tip7        | —           | —            | —            |                      |
| De dag en de nacht                                                                                                  | 9 maart 2018      | Aangenaam                                                       | tip        | —          | —           | —           | —            | —            |                      |
| Mum van tijd | 5 oktober 2018    | —                                                               | tip44      | —          | —           | —           | —            | —            |                      |
| Hier en nu! | 15 februari 2019  | —                                                               | tip        | —          | tip18       | —           | —            | —            |                      |
| Oostenwind | 11 september 2020 | NSG                                                             | tip28      | —          | tip7        | —           | —            | —            |                      |
| Jarenlange maanden                                                                                                  | 8 januari 2021    | NSG                                                             | tip6       | —          | —           | —           | —            | —            |                      |
| Waarom | 26 maart 2021     | NSG                                                             | tip        | —          | —           | —           | —            | —            |                      |

## NPO Radio 2 Top 2000
| Nummers met noteringen in de NPO Radio 2 Top 2000 | '09  | '10  | '11  | '12  | '13  | '14  | '15  | '16  | '17  | '18  | '19  | '20  | '21  | '22  | '23  | '24  |
| ------------------------------------------------- | ---- | ---- | ---- | ---- | ---- | ---- | ---- | ---- | ---- | ---- | ---- | ---- | ---- | ---- | ---- | ---- |
| De dag dat alles beter is                         | -    | -    | 885  | 1883 | 1926 | -    | -    | -    | -    | -    | -    | -    | -    | -    | -    | -    |
| De soldaat                                        | -    | -    | -    | -    | -    | -    | -    | -    | -    | -    | -    | -    | -    | 1723 | 1638 | 1944 |
| Het masker                                        | -    | 1074 | 948  | 1796 | 1798 | -    | -    | -    | -    | -    | -    | -    | -    | -    | -    | -    |
| Hoe lang?                                         | -    | -    | 1205 | -    | 1982 | -    | -    | -    | -    | -    | -    | -    | -    | -    | -    | -    |
| Kijk omhoog                                       | 133  | 663  | 483  | 911  | 879  | 1013 | 1182 | 1384 | 1592 | 1466 | 1495 | 1305 | 1480 | 1539 | 1706 | -    |
| Pak maar m'n hand                                 | 1352 | 317  | 218  | 512  | 459  | 513  | 789  | 841  | 1061 | 1139 | 1056 | 992  | 1041 | 1044 | 1172 | 1530 |
| Rosanne                                           | 384  | 417  | 336  | 925  | 954  | 1330 | -    | -    | -    | -    | -    | -    | -    | -    | -    | -    |
| Vallende sterren                                  | -    | -    | 890  | 1655 | 1879 | -    | -    | -    | -    | -    | -    | -    | -    | -    | -    | -    |
| Vrij                                              | ×    | ×    | ×    | 1722 | -    | -    | -    | -    | -    | -    | -    | -    | -    | -    | -    | -    |
| Ze lijkt net niet op jou                          | ×    | ×    | ×    | -    | 1608 | -    | -    | -    | -    | -    | -    | -    | -    | -    | -    | -    |

1. ↑  Een '-' betekent dat het nummer niet was genoteerd, een '×' betekent dat het nummer nog niet was uitgebracht en een vetgedrukt getal geeft de hoogste notering van een nummer aan.
2. ↑  2009 was het eerste jaar met een notering voor Nick & Simon.

## Dvd's
| Dvd's met hitnoteringen in de Nederlandse Music Top 30' | Datum van verschijnen | Datum van binnenkomst | Hoogste positie | Aantal weken | Opmerkingen                           |
| ------------------------------------------------------- | --------------------- | --------------------- | --------------- | ------------ | ------------------------------------- |
| Altijd dichtbij - Live in concert                       | 2008                  | 25-10-2008            | 1(8wk)          | 70           | Goud                                  |
| Overal - Ahoy' 2009                                     | 2009                  | 21-11-2009            | 1(16wk)         | 101          | Goud                                  |
| The American Dream                                      | 2011                  | 08-10-2011            | 1(1wk)          | 11           |                                       |
| Symphonica in Rosso                                     | 2011                  | 03-12-2011            | 2               | 54           | Goud / tevens twee dvd's van tournees |
| Live Carré                                              | 2013                  | 13-04-2013            | 1(3wk)          | 53           |                                       |
| Sterker - In Gelredome                                  | 2014                  | 15-02-2014            | 1(6wk)          | 82           |                                       |

| Dvd's met hitnoteringen in de Vlaamse Ultratop muziek-dvd top 10/20 | Datum van verschijnen | Datum van binnenkomst | Hoogste positie | Aantal weken | Opmerkingen |
| ------------------------------------------------------------------- | --------------------- | --------------------- | --------------- | ------------ | ----------- |
| Overal - Ahoy' 2009                                                 | 2009                  | 21-11-2009            | 2               | 2            |             |
| The American dream                                                  | 2011                  | 08-10-2011            | 9               | 1            |             |
| Live Carré                                                          | 2013                  | 20-04-2013            | 2               | 3            |             |
| Sterker - In Gelredome                                              | 2014                  | 22-02-2014            | 2               | 2            |             |